# 라스트 오더: 파이널 판타지 VII
라스트 오더: 파이널 판타지 VII(일본어: ラストオーダー -ファイナルファンタジーVII-)는 매드하우스가 제작하고 스퀘어 에닉스가 출시한 2005년 일본의 애니메이션 OVA이다. 아사카 모리오가 감독을 맡고 프로듀싱은 마루야마 마사오, 마루타 준고, 오후지 아키오가 맡았다. 노무라 테츠야는 총감독을 맡았다.
라스트 오더는 오리지널 파이널 판타지 VII의 프리퀄이자 시퀄인 시리즈 컴필레이션 오브 파이널 판타지 VII과 관련이 있다. 여기에는 비포어 크라이시스: 파이널 판타지 VII, 크라이시스 코어: 파이널 판타지 VII, 파이널 판타지 VII 어드벤트 칠드런, 켈베로스의 만가: 파이널 판타지 VII가 포함된다.

## 캐스팅
- 스즈무라 켄이치
- 사쿠라이 타카히로
- 스와베 준이치
- 이토 아유미
- 후지오카 히로시
- 후지와라 케이지
- 나미카와 다이스케